# Chen Si
Chen Si és un home xinès conegut per aturar més de 144 intents de suïcidi fins al 2008 al pont Nanjing Yangtze de Nanquín a la Xina. El 2015 la suma hauria augmentat fins a 300.

## Activitats
Des del 2003, Chen Si ha estat cada cap de setmana al pont de Nanjing Yangtze, on es calcula que hi ha hagut uns 1000 suïcidis des de la seva construcció. Chen Si patrulla el pont a peu i en la seva moto, cercant persones que podrien considerar el suïcidi. Se'ls hi apropa i intenta parlar amb ells; de vegades són ja sobre la barana i ha d'agafar-los i estirar-los enrere.
En les seves xerrades amb aquestes persones, cerca conèixer els seus problemes i aleshores intenta trobar-hi una solució. Per exemple, Chen Si va ajudar Shi Xiqing, un home que va intentar cometre suïcidi a causa d'un deute de 15,000$ pel tractament de leucèmia de la seva filla, per telefonar-li cada setmana i parlant als seus creditors.

## Resposta de mitjans de comunicació
Chen Si i les seves activitats han rebut atenció actual dels mitjans de comunicació, tant dins de la Xina i a l'estranger. Louisa Lim De NPR va anomenar-lo un "àngel de guardià inversemblant." El 2015 es va estrenar un documental anomenat "L'Àngel de Nanjing" sobre Chen Si i alguns dels supervivents als que va ajudar.